# Copa Bicentenario Chile 2010
La Copa Bicentenario Chile 2010 fue una competición de fútbol femenino que se desarrolló en la ciudad de Coquimbo, entre los días 13 al 23 de enero de 2010 organizado por la Federación de Fútbol de Chile. 
Esta competición fue una de las tantas actividades para celebrar el Bicentenario de Chile.

## Equipos participantes
Los Equipos participan gracias a la invitación de la Federación de Fútbol de Chile.
| Equipos participantes | Equipos participantes | Equipos participantes | Equipos participantes | Equipos participantes |
| --------------------- | --------------------- | --------------------- | --------------------- | --------------------- |
| Chile                 | Argentina             | Colombia              | Dinamarca             | Japón                 |

## Partidos
| 13 de enero del 2010 | Japón         | 1:0 (1:0) | Dinamarca | Estadio Francisco Sánchez Rumoroso, Coquimbo                       |                                                                    |
|                      | Yamaguchi 14' |           |           | Asistencia: 478 espectadores Árbitro(s): Carolina González (Chile) | Asistencia: 478 espectadores Árbitro(s): Carolina González (Chile) |

| 13 de enero del 2010 | Chile     | 1:1 (1:1) | Colombia    | Estadio Francisco Sánchez Rumoroso, Coquimbo                         |                                                                      |
|                      | Rojas 38' |           | Ordóñez 11' | Asistencia: 3.000 espectadores Árbitro(s): Norma González (Paraguay) | Asistencia: 3.000 espectadores Árbitro(s): Norma González (Paraguay) |

- Libre:  Argentina

| 15 de enero del 2010 | Colombia | 0:0 | Argentina | Estadio Francisco Sánchez Rumoroso, Coquimbo                      |  |
|                      |          |     |           | Asistencia: 4.000 espectadores Árbitro(s): María Carvajal (Chile) |  |

| 15 de enero del 2010 | Chile     | 1:1 (1:1) | Japón          | Estadio Francisco Sánchez Rumoroso, Coquimbo                           |                                                                        |
|                      | Rojas 15' |           | Iwashimizu 68' | Asistencia: 4.000 espectadores Árbitro(s): Gabriela Bandeira (Uruguay) | Asistencia: 4.000 espectadores Árbitro(s): Gabriela Bandeira (Uruguay) |

- Libre:  Dinamarca

| 19 de enero del 2010 | Colombia        | 2:2 (1:1) | Dinamarca           | Estadio Francisco Sánchez Rumoroso, Coquimbo                      |                                                                   |
|                      | Ordóñez 38' 83' |           | With 45' Roddik 75' | Asistencia: 6.000 espectadores Árbitro(s): María Carvajal (Chile) | Asistencia: 6.000 espectadores Árbitro(s): María Carvajal (Chile) |

| 19 de enero del 2010 | Chile | 0:0 | Argentina | Estadio Francisco Sánchez Rumoroso, Coquimbo                         |  |
|                      |       |     |           | Asistencia: 6.000 espectadores Árbitro(s): Norma González (Paraguay) |  |

- Libre:  Japón

| 21 de enero del 2010 | Dinamarca    | 1:0 (0:0) | Argentina | Estadio Francisco Sánchez Rumoroso, Coquimbo                       |                                                                    |
|                      | Pedersen 84' |           |           | Asistencia: 175 espectadores Árbitro(s): Carolina González (Chile) | Asistencia: 175 espectadores Árbitro(s): Carolina González (Chile) |

| 21 de enero del 2010 | Colombia                | 2:4 (1:3) | Japón                              | Estadio Francisco Sánchez Rumoroso, Coquimbo                         |                                                                      |
|                      | Ordóñez 39' · Vidal 44' |           | Ando 1' 6' · Takase 18' · Sudo 58' | Asistencia: 175 espectadores Árbitro(s): Gabriela Bandeira (Uruguay) | Asistencia: 175 espectadores Árbitro(s): Gabriela Bandeira (Uruguay) |

- Libre:  Chile

| 23 de enero del 2010 | Argentina | 0:3 (0:2) | Japón                                 | Estadio Francisco Sánchez Rumoroso, Coquimbo                         |                                                                      |
|                      |           |           | Nakano 26' · Ando 44' · Yamaguchi 63' | Asistencia: 5.000 espectadores Árbitro(s): Carolina González (Chile) | Asistencia: 5.000 espectadores Árbitro(s): Carolina González (Chile) |

| 23 de enero del 2010 | Chile        | 1:2 (0:2) | Dinamarca            | Estadio Francisco Sánchez Rumoroso, Coquimbo                         |                                                                      |
|                      | Díaz 66' (p) |           | Christiansen 15' 17' | Asistencia: 5.000 espectadores Árbitro(s): Norma González (Paraguay) | Asistencia: 5.000 espectadores Árbitro(s): Norma González (Paraguay) |

- Libre:  Colombia

## Tabla
| Equipo    | Pts | PJ | PG | PE | PP | GF | GC | Dif |
| --------- | --- | -- | -- | -- | -- | -- | -- | --- |
| Japón     | 10  | 4  | 3  | 1  | 0  | 9  | 2  | +7  |
| Dinamarca | 7   | 4  | 2  | 1  | 1  | 5  | 4  | +1  |
| Chile     | 3   | 4  | 0  | 3  | 1  | 3  | 4  | -1  |
| Colombia  | 3   | 4  | 0  | 3  | 1  | 5  | 7  | -2  |
| Argentina | 2   | 4  | 0  | 2  | 2  | 0  | 4  | -4  |

| Pendiente     |
| Campeón Japón |

## Goleadoras
| Jugador            | Selección | Goles |
| ------------------ | --------- | ----- |
| Leidy Ordóñez      | Colombia  | 4     |
| Kozue Ando         | Japón     | 3     |
| María José Rojas   | Chile     | 2     |
| Asami Yamaguchi    | Japón     | 2     |
| Nanna Christiansen | Dinamarca | 2     |